# 椿基之
椿 基之（つばき もとゆき、1966年11月20日 - ）は、日本の男性俳優、声優。神奈川県横浜市出身。プロダクション・タンク所属。

## 人物
東京アナウンス学院声優科、青年座研究所本科・実習科卒業。
以前は九プロダクション 、惟プロダクション、劇団朋友に所属していた。

## 出演作品

### テレビドラマ
- 明日の光をつかめ
- 男と女のミステリー 幸せ発幸福行き
- 火曜サスペンス劇場 警視庁鑑識課
- 交渉人〜THE NEGOTIATOR〜
- チャレンジド
- 忠臣蔵・いのちの刻
- 妻よ!実録・松本サリン事件
- はぐれ刑事純情派
- 花火
- FACE MAKER（守谷恵一）
- 名探偵コナン 工藤新一への挑戦状
- 渡る世間は鬼ばかり

### 映画
- ひめゆりの塔
- 老親（弟）

### Vシネマ
- トップデリバリー

### テレビアニメ
- EAT-MAN
- こてんこてんこ（ドオン[3][5]、妖精6）
- 爆走キッズ 龍一&京平
- 笑ゥせぇるすまん

### OVA
- 銀河英雄伝説

### 劇場アニメ
- アリオン
- 天才えりちゃん金魚を食べた
- マヤの一生

### ドラマCD
- シャーロック・ホームズ（レストレード警部）
- 音声広報・明日への声

### 吹き替え

#### 映画
- カラー・オブ・ハート
- キング・オブ・パイレーツ
- 西部戦線異状なし
- チャイルド・プレイ/チャッキーの花嫁（デヴィッド）
- デビル
- ベートーベン
- U.S.ソルジャーズ

#### テレビドラマ
- エンジェル
- 犯罪最前線トップ・コップス
- ホミサイド/殺人捜査課（J・H・ブロディ）

#### アニメ
- 原始家族フリントストーン
- グーフィー
- チキチキマシン猛レース

### ナレーション
- ラジオCM
  - JHマジカルハイウェイツアー
  - 草津シズカヤマスキー場
- テレビCM
  - 月刊ダンスファン
- 医療面接の基本
- 国税庁
- 万引き防止対応ガイドライン

### 舞台
- 越前竹人形
- カナリア・西条八十物語
- 自分の耳
- 出発
- 野口雨情抄伝・枯れすすき
- 雪国
- わがババわがママ奮斗記